# Булве
Булве (фр. Boulvé) насеље је и општина у јужној Француској у региону Миди Пирене, у департману Лот која припада префектури Каор.
По подацима из 2011. године у општини је живело 184 становника, а густина насељености је износила 9,43 становника/km². Општина се простире на површини од 19,51 km². Налази се на средњој надморској висини од 147 метара (максималној 292 m, а минималној 108 m).

## Демографија
| 1962. | 1968. | 1975. | 1982. | 1990. | 1999. | 2011. |
| ----- | ----- | ----- | ----- | ----- | ----- | ----- |
| 196   | 235   | 198   | 196   | 205   | 182   | 184   |

График промене броја становника у току последњих година